# Самоволочка
«Самово́лочка» — песня на стихи поэта Михаила Андреева и музыку композитора Игоря Матвиенко, выпущенная группой «Любэ» в альбоме «Комбат» в 1996 году. Песня принесла её автору Михаилу Андрееву диплом фестиваля «Песня года-96», при этом получила неоднозначные оценки среди музыковедов и публицистов, в частности, подверглась критике за то, что в несколько завуалированной форме подстрекала солдат срочной службы к совершению самовольных отлучек, то есть фактически к грубому нарушению воинской дисциплины.

## Краткое содержание
Николай Расторгуев залихватски поёт, воспевая прелести «самохода». Песня передаёт чувства и переживания рядового военнослужащего в ясный солнечный день. Ему было поручено копать траншею, чем он и занимается, попутно размышляя о прелестях «гражданки». Капитанова жена также не покидает его мыслей — ведь он абсолютно аполитичен, его интересует лишь противоположный пол («Те за Сталина, за Ельцина (на концертах — Путина), я за всех российских баб»). Ничего не остаётся, кроме как дать волю своим чувствам — начистить сапоги до блеска и сорваться в «самоволку»…

## Представление наказуемых деяний в положительном свете
С критикой песни выступили в средствах массовой информации. Так, например, журналист Мария Киреева отмечает, что каждому призывнику, да и не только ему, известно, что самовольное оставление воинской части или места службы является воинским преступлением. Несмотря на это, количество случаев, когда солдаты срочной службы покидают расположение части, не уменьшается. Очень часто самоволка, или как ещё принято называть это деяние — «самоход», преподносится окружающим в ореоле легкомысленного романтизма и героизма. И известная песня группы «Любэ» «Самоволочка» в этом контексте весьма особенно показательна. В военной гимнастёрке Николай Расторгуев душевно поёт, что «на сапогах играет солнышко, сигареточка „Полёт“. А за забором „самоволочка“ кружит голову и ждёт…». Между тем, у некоторых военнослужащих, самовольная отлучка заканчивается весьма печально. По словам Киреевой, ей жаль, что многими любимый певец в своих песнях не рассказывает о последствиях «самоволочки»…

## Психоанализ
Доктор исторических наук, антрополог Константин Банников убеждён, что песня «Самоволочка» является переложением армейского фольклоризма на большую эстраду. Группа «Любэ», сделавшая эстрадную карьеру на эксплуатации военно-маскулинного комплекса, поёт песню, в которой бравый солдат плотски любит «капитанову жену». Настоящий солдат в заформализованной среде ведёт себя как мифологический трикстер, чем оживляет безжизненный механический ландшафт устава, то есть делает уставщину с её целибатом вполне приемлемой для жизни. Этот бессознательный трикстерский комплекс, восходящий в своей основе к архетипам, коллективному бессознательному (о чём говорит распространённость аналогий в мировых мифо-ритуальных системах), преображается в поведенческий стереотип, которому положено следовать всем «настоящим воинам» — «дедам» и «черпакам».

## Другие исполнители
На концерте в День защитника Отечества 2009 года, в ходе празднования 20-летия группы «Любэ» в Кремле, на сцену вышли участницы группы «Фабрика» в военной форме и спели «Самоволочку» с изменённым текстом от женского лица. Впоследствии этот кавер вошёл в сборник лучших песен группы — «Не родись красивой».
На фестивале искусств «Амнистия души», проводившемся среди воспитанников колоний для несовершеннолетних на базе Московского молодёжного театра Вячеслава Спесивцева в 2010 году в номинации «Мюзикл» победила сводная группа из Новотроицкой колонии Республики Марий Эл, исполнив хореографический номер «Самоволочка».

## Видео
- Презентация альбома Комбат на YouTube
- «Любэ» на сцене фестиваля «Песня года» в 1996 году на YouTube
- «Любэ» исполняет песню «Самоволочка» в ходе презентации альбома «Песни о людях» в 1998 году на YouTube
- «Любэ» исполняет песню «Самоволочка» на концерте в «Олимпийском» по случаю 10-летия ансамбля, 2000 год на YouTube
- «Любэ» исполняет песню «Самоволочка» на концерте в Сан-Франциско, 2006 год  на YouTube
- «Любэ» исполняет песню «Самоволочка» на концерте в Москве, 2013 год  на YouTube